# امانالکو
امانالکو (به اسپانیایی: Amanalco) یک منطقهٔ مسکونی در مکزیک است که در ایالت مکزیک واقع شده‌است.

## خصوصیات
امانالکو ۲۱۹٫۴۹ کیلومترمربع مساحت و ۲۰٬۳۴۳ نفر جمعیت دارد.